# Fire on Fire
«Fire on Fire» es una canción del cantante británico Sam Smith. Se lanzó por Capitol Records el 21 de diciembre de 2018. La pista fue escrita por Smith, junto a Steve Mac para el reinicio de Netflix de la novela de 1972, Watership Down y fue incluida en su tercer álbum de estudio Love Goes (2020).

## Antecedentes y lanzamiento
La pista fue coescrita por Sam Smith junto al productor y compositor Steve Mac. Se grabó con la orquesta sinfónica de la BBC en los estudios Abbey Road de Londres en septiembre de 2018. Smith comentó en un comunicado: «Estoy muy emocionado y honrado ser parte de esta nueva adaptación de Watership Down. Esta historia es tan poderosa, ha sido emocionante trabajar con el director Noam Murro y su equipo y el increíble Steve Mac en esta canción. Espero que a todos les encante tanto como a mí».
Fue coescrito por Smith y Mac para el reinicio de Netflix de la novela de 1972, Watership Down. «Fire on Fire» se lanzó como sencillo el 21 de diciembre de 2018 a través de Capitol Records.

## Vídeo musical
El video musical de «Fire on Fire» se estrenó junto con la canción el 21 de diciembre de 2018.

## Crítica y recepción
Gil Kaufman de Billboard llamó a «Fire on Fire» una balada inquietante y conmovedora. Escribió que el tema emocional de Smith, aprovecha la montaña rusa del miedo, esperanza y amistad de una historia.

## Posicionamiento en listas
| Listas (2019)                       | Mejor posición |
| ----------------------------------- | -------------- |
| Australia (ARIA)                    | 93             |
| Bélgica (Ultratop) Flanders         | 10             |
| Bélgica (Ultratop) Wallonia         | 11             |
| Finlandia (Suomen virallinen lista) | 18             |
| Escocia (Official Charts Company)   | 52             |
| Francia (SNEP)                      | 122            |
| Hungría (Single Top 40)             | 11             |
| Noruega (VG-lista)                  | 17             |
| Nueva Zelanda Hot Singles (RMNZ)    | 13             |
| Países Bajos (Dutch Top 40)         | 2              |
| Portugal (AFP)                      | 94             |
| Reino Unido (UK Singles Chart)      | 63             |
| Singapur (RIAS)                     | 28             |
| Suecia (Sverigetopplistan)          | 16             |
| Suiza (Schweizer Hitparade)         | 35             |

## Historial de lanzamiento
| País   | Fecha                   | Formato                      | Discográfica    | Ref    |
| ------ | ----------------------- | ---------------------------- | --------------- | ------ |
| Varios | 21 de diciembre de 2018 | Descarga digital y Streaming | Capitol Records | [ 27 ] |